# Patryk Czarnowski
Patryk Czarnowski (ur. 1 listopada 1985 w Ostródzie) – polski siatkarz, grający na pozycji środkowego; reprezentant Polski.
Wychowanek Salosu Ostróda i Szkoły Mistrzostwa Sportowego Spała. Występował w reprezentacji Polski juniorów i kadetów, z którą zdobył mistrzostwo świata kadetów.
29 maja 2010 roku zadebiutował w kadrze Polski w meczu towarzyskim z Francją. 

W 2010 roku został powołany na mistrzostwa świata.
W maju 2021 roku poinformował, że kończy swoją karierę siatkarską.
Jest żonaty, ma syna.

## Sukcesy klubowe
Mistrzostwo Polski:
- 2016, 2017, 2018
- 2004, 2005, 2010, 2011
- 2006, 2007, 2009, 2012, 2013, 2014

Puchar Challenge:
- 2009

Puchar Polski:
- 2010, 2017

Puchar CEV:
- 2011

Liga Mistrzów:
- 2014

Superpuchar Polski:
- 2017, 2018

## Sukcesy reprezentacyjne
Mistrzostwa Europy Kadetów:
- 2005

Puchar Świata:
- 2011

## Nagrody i wyróżnienia
- 2010: Najlepszy blokujący Pucharu Polski

## Statystyki zawodnika
| Impreza                 | Punkty z ataku | Punkty z bloku | Asy serwisowe | Suma |
| Liga Światowa 2010      | 44             | 19             | 7             | 70   |
| Mistrzostwa Świata 2010 | 8              | 1              | 1             | 10   |
| Puchar Świata 2011      | 3              |                |               | 3    |